# 3x3 клуб Партизан
Баскет клуб Партизан је српски 3x3 клуб из Београда и део је ЈСД Партизан. Тренутно је рангиран на 5. месту на ранг-листи 3x3 клубова од стране Међународне кошаркашке федерације (ФИБА). Већ 2023. године Партизан је постао првак Србије савладавши у финалу Уб резултатом 15:14. Наредне 2024. године Партизан је одбранио титулу првака савладавши у финалу у узбудљивој завршници екипу Хангжу са 21:20.

## Успеси
- Првенство Србије
  - Прваци (2): 2023, 2024.
  - Финалиста (1): 2022.
- Зимско првенство Србије
  - Прваци (1): 2022/23.